# Viaduct van Cheratte
Viaduct van Cheratte is een brug over de Belgische autosnelweg A3/E40 (km 98.9) bij de plaats Cheratte, gemeente Wezet. De brug bevindt zich 37 meter boven de weg, op de top van een heuvel. Als gevolg van een daad van vandalisme met dodelijke afloop, werd de brug voorzien van een hoge afrastering zodat het niet langer mogelijk is om vanop de brug voorwerpen naar het voorbijsnellende verkeer op de autosnelweg te gooien.